# لغة السيداما
السيداما أو السيدامو آفو تعد من اللغات الأفريقية الآسيوية التي تنتمي للغات شرق المرتفعات الكوشية من الأسرة الكوشية، ويتحدث بها شعب السيداما في أجزاء من جنوب أثيوبيا وتحديداً في ولاية سيداما المكتظة بالسكان. تسمى بالسيدامو آفو كاسم أصلي عرقي للغة، بينما السيدامينيا فهو اسمها في اللغة الأمهرية. على الرغم من افتقارها للهجات معينة إلّا أنها تشترك لغوياً بنسبة 64% مع لغة الابا كابينا و62% مع لغة كامباتا 53% مع لغة هاديَّا باعتبارها لغات أخرى مستخدمة في جنوب غرب إثيوبيا، وتتركب كلماتها بدءاً من الاسم ثم المفعول به وانتهاءهاً بالفاعل. يستخدم لغة السيداما ما يقارب 100,000 متحدث كلغة ثانية، فمعدَّل معرفة القراءة والكتابة لمتحدثي اللغة الأولى هو 1%-5%، بينما متحدثي اللغة الثانية يساوي 20%، وقد استخدمت مخطوطات أثيوبية عند كتابتها حتى عام 1993 ، بعد ذلك اتجهت لاستخدام مخطوطات لاتينية.
| الموطن             | أثيوبيا                                                                            |
| ------------------ | ---------------------------------------------------------------------------------- |
| المنطقة            | منطقة سيداما (الأمم والقوميات والشعوب الجنوبية)                                    |
| المتحدِّثون الأصليِّون | 3 ملايين (2010)                                                                    |
| الأسرة اللغوية     | اللغة الأفريقية الآسيوية اللغة الكوشية لغات شرق المرتفعات الكوشية لغة السيدامو آفو |

| أيزو 2-369 | Sid      |
| أيزو 3-639 | Sid      |
| غلوتولوغ   | Sida1246 |

| 1 التركيب النحوي | 1.1الجمل الاسمية                                                                           |
| 2 المراجع        | 2.1 التركيب النحوي 2.2 المعاجم 2.3 ترجمات الإنجيل 2.4 علم اللغويات الاجتماعية والبراغماتية |
| 3 روابط خارجية   |                                                                                            |

تم استخدام مصطلح السيدامو أيضاً من قبل بعض الكُتّاب للإشارة إلى المجموعات الأكبر من اللغات الكوشية الشرقية وحتى الأوموتية، وتتضمن مجموعات لغة السيدامو على ميزات صوتية متشابهة ومتناوبة.
تشير نتائج دراسة بحثية أُجريت بين عامي 1969-1968 بشأن قابلية الفهم بين لغات سيدامو المختلفة إلى أن سيداما ترتبط ارتباط وثيق بلغة جيديو التي تشترك معها في الحدود من الجنوب أكثر من لغات سيدامو الأخرى، كما أن اللغتين تشتركان في التشابه المعجمي بينهما والذي قدره 60%، فتأثير لغة سيداما في اللغة الجعزية واللغة الأمهرية أثَّر بدوره على مفردات لغة الأورومو.

## القواعد النحوية

### الجمل الإسمية
على غير العادة فإن لغة سيداما تفتقر للاسم في جملها الإسمية، ويحدث هذا عندما يكون المُشار إليه واضحاً ولا يستدعي الذكر. تحتوي لغة السيداما على نوعين من هذه الجمل، فالنوع الأول يحتوي فقط على صفة أو رقم بحيث يتوافق الاسم أو الرقم في الحالة والعدد والجنس مع المُشار إليه في الجملة الاسمية كما هو موضح أدناه:
busul-u da-ø-ino.
smart-NOM.M come-3SG.M-PERF.3
‘The smart one (masculine) came.’
sas-u da-ø-ino
three-NOM.M come-3SG.M-PERF.3
‘The three (masculine) came.’
أما النوع الثاني فيتكون من كلِتِيك الجملة الاسمية (الكلمة التي لا تأتي إلا مع كلمة أخرى) أو (NPC) الذي يبدأ ب(FEM) أو (MASK)، ويعتقد ان مصدر هذا هو اسم الإشارة في اللغة الآسيوية الأفريقية المتضمن لـ t(FEM)وk(MASK)
يظهر الـ(NPC) في لغة السيداما بأشكال متعددة يتم اختيارها بناءً على نوع وجنس المشار إليه في الجملة الإسمية وعلى دوره النحوي وحالته في الجملة.
عند تكوين جملة اسمية بلا اسم مع (NPC)، سيصبح من السهل معرفة المشار إليه من قبل المتكلم والمستمع، في هذه الحالة يتم إرفاق (NPC) في نهاية الجملة الإسمية المضافة اوالعبارة المنسوبة للجملة لتشكيل جملة اسمية بدون اسم كما هو موضح أدناه:
isí=ti ba’-’-ino
3SG.M.GEN=NPC.F.NOM disappear-3SG.F-PERF.3
‘His (FEM) disappeared.’
ani ku’uí beett-í=ta seekk-o-mm-o.
1SG.NOM that.M.GEN child-GEN.M.MOD=NPC.F.ACC repair-PERF.1-1SG-M
‘I (MASC) repaired that boy’s (FEM).